# スター・ウォーズ バトルフロントII
『スター・ウォーズ バトルフロントII』 (STAR WARS BATTLEFRONT II)は、ルーカスアーツ開発、エレクトロニック・アーツ販売のPlayStation 2、PlayStation Portable、Windows用コンピューターゲームで日本でも販売されている。『スター・ウォーズシリーズ』を題材にした3人称視点のアクション・シューティング（TPS）であり、『スター・ウォーズ バトルフロント』の続編となる。

## 概要
前作から約1年半後に発売された本作は、前作に収録されなかった『スター・ウォーズ エピソード3/シスの復讐』の内容も収録し、クローン大戦（エピソード1～3）、銀河内乱（エピソード4～6）を全て網羅したアクションシューティングとなっている。今作では兵士だけでなく、ルークやアナキン、ダース・モールやダース・ベイダーといったジェダイの騎士やシスの暗黒卿も使用可能になった。クローン戦争編では共和国軍か独立星系連合軍、銀河内乱編では帝国軍か反乱軍から選択できるのは前作と同じ。
キャラクターはメインウェポン、サブウェポンあわせて2から4種類を持っており状況に応じて使い分けることが重要となる。映画に登場したXウィングやタイ・ファイター、スピーダー・バイクやAT-STといった様々な乗り物が「ビークル」として登場し、△ボタンでこれに乗って戦うこともできる。
1人プレイだけでなく画面分割による2人同時プレイも可能、さらにインターネットを使ったマルチプレイにも対応しており最大24人での通信対戦が可能となっている。PlayStation Portable版ではアドホックによる4人対戦が可能である。インスタントアクションの全てのステージから一つ目のアサルトを選び、全ての時代を選んだ後、右側の欄にモスアイズリーと表示される。これをスタートすると、全てのヒーローがたたかうモードになっており、ユニットのゲージがライトセーバーではなくなる。今作もルーカスアーツ開発のためBGMやムービーにもスター・ウォーズ映画本編のものが使われている。
日本では初回の販売後は再販売されておらず、後に廉価版の発売予定があったがそれも中止になっている。
映画『スター・ウォーズ エピソード3/シスの復讐』のDVDにはXboxのみで起動できる本作の体験版（英語版）が付属したが、国内で本作のXbox版は発売されなかった。

## オープニングクロール
【没落の共和国】
今、共和国に暗黒の影が忍び寄ろうとしていた。クローン戦争で生じた銀河の亀裂により民衆の共和国への忠誠心と決意は揺らぎ始めている。
パルパティーン最高議長は分離主義者の脅威に対抗するべく、クローン・トルーパーの精鋭501大隊にその任務を与えた。クローン達の議長に対する揺ぎ無い忠誠心と早期に戦争を終結させたい共和国の焦りが、パルパティーンの最終的な目的を実行させる最大の機会を与えていた。
凍て付いた惑星、マイギートーでジェダイ・マスターのキ＝アディ＝ムンディは501大隊を率い、これから始まる、全宇宙の運命をも左右するであろう戦いに備えていた。

## 前作からの主な変更点
ヒーローユニットの追加
本作から、映画に登場したルーク・スカイウォーカーやアナキン・スカイウォーカーといったキャラクターを「ヒーローユニット」として操作できるようになった。通常のゲームモードではマップと時代の組み合わせによって登場するヒーローがあらかじめ設定されており、一つのマップに登場するヒーローは一陣営につき一名であり、ある好条件をみたせば使用可能となる。体力の代わりに使用制限時間を示したケージが表示され、時間経過やダメージを受けると減っていき、なくなるとまた一般兵を操作することになる。だがヒーローを使い多くの敵を倒すとケージは回復するので、ヒーローに相応しい活躍を続ければ、戦闘終了まで使用し続けることも可能。各ヒーローの詳細については後述。
キャンペーンの仕様変更
前作のキャンペーンは通常のコンクエストをクリアするだけだったが、本作ではマップ中に通常とは異なる様々な目標が設定されており、特別なユニットやオブジェクトが配置されている場合もある。また、スターファイターやヒーローを操作する場面もある。このモードは後にダース・ベイダー直属のクローントルーパー部隊となる第501大隊のオリジナルストーリーで構成されており、プレイヤーは大隊の一員となってジオノーシスの戦いからホスの戦いまでを銀河の歴史に沿って戦い抜く。
新たなゲームモードの追加
通常のコンクエストとはルールが異なる複数のゲームモードが追加された。詳細は後述する。
新たなマップの追加・既存のマップの変更・削除
新たなマップが追加された一方で、前作に登場した多くのマップが姿を消した。また、前作より引き続き登場しているマップにも変更が加えられている。

## キャラクター

### 共和国軍
ヨーダ
ジェダイ騎士団の最長老。ジェダイ騎士団のジェダイ。ダゴバやキャッシークに登場。
メイス・ウィンドゥ
ジェダイ評議会の重役で紫色の光刃のライトセーバーを持つジェダイ・マスター。ジオノーシスやコルサントに登場。
オビ＝ワン・ケノービ
クローン大戦で名を馳せたジェダイ・マスター。ウータパウやムスタファーに登場。
キ＝アディ＝ムンディ
ジェダイ評議会メンバーの一人。マイギートーに登場。
アイラ・セキュラ
ジェダイの騎士。トワイレックというエイリアン種族の女性。映画本編でも見せなかった二刀流を駆使して戦う。フェルーシアやジャバ宮殿に登場。
クローン・トルーパー
白いアーマーに身を包んだ共和国軍の主力兵士。連射可能なブラスター・ライフルはクセがなく初心者でも使いやすい。
装備:ブラスター・ライフル、ブラスター・ピストル、サーマルデトネーター
ヘビー・トルーパー
対ビークル戦で威力を発揮するミサイル・ランチャーを装備した兵士。ミサイル・ランチャーは威力は高いが、連射が効かないため近接戦闘には弱い。白いアーマーに青い腕部が特徴。
装備:ミサイル・ランチャー、ブラスター・ピストル、サーマルデトネーター、地雷
クローン・シャープシューター
安全な位置から敵を射撃することができるスナイパーライフルを持つ兵士。だが、敵がこの兵士の存在に気がつくと、こちらが狙われる。
装備:スナイパー・ライフル、ブラスター・ピストル、サーマルデトネーター、オートターレット
クローン・エンジニア
輸送機関やビークル、ドロイド等の修理を行えるフュージョン・カッターを持っており衛生兵として活躍する。黄色いゴーグルが特徴。
装備:ショットガン、フュージョン・カッター、デット・パック、補給キット
クローン・コマンダー
クローン・トルーパーを率いる士官。周囲の兵士を強化させることができる。赤いアーマーが特徴。チェーンガンは発射までタイムラグがあるものの、火力、連射性能、連射可能時間、弾数の全てが優秀な対人最強兵器。
装備:チェーンガン、ブラスター・ピストル、ラリー、偵察ドロイド
ジェット・トルーパー
ジェットパックを装備し、短時間だが空中に浮遊していることができる。が、ほかの兵士に比べ若干防御力が低い。白いアーマーに青いマーキングが特徴。
装備:EMPランチャー、コマンド・ピストル、サーマルデトネーター

### 独立星系連合
皇帝（ダース・シディアス）
クローン大戦を企てたシスの暗黒卿。その正体は銀河共和国最高議長、パルパティーン。デス・スターに登場。
ドゥークー伯爵（ダース・ティラナス）
クローン大戦以前にダークサイドに堕ちた元ジェダイ・マスターでシスの暗黒卿。ジオノーシス等に登場。
ダース・モール
オビ＝ワンの師、クワイ＝ガン・ジンを殺害したシスの暗黒卿。両刃のライトセーバーを振るう。コルサントやナブーに登場。
攻撃ボタン（R1）を押して攻撃している最中に回し蹴りをするが、そのときにもう一度R1ボタンを押すと、攻撃が追加される。
グリーヴァス将軍
ドロイド軍のリーダーでドゥークー伯爵からライトセーバーの手ほどきを受けている。フォースこそ使えないが4本のライトセーバーを同時に使いこなし、多くのジェダイを抹殺し名を馳せる。ウータパウやタンティブIVに参戦。
ジャンゴ・フェット
ドゥークー伯爵に雇われた「銀河最強の賞金稼ぎ」。クローン・トルーパーは成長を倍化させた彼の簡易クローンである。カミーノに登場。
スーパー・バトル・ドロイド
連合軍の主力兵士。連射可能なブラスターと3発同時に発射可能なTRIショットを装備した高性能な戦闘用ロボット。銀色のボディ。
アサルト・ドロイド
対ビークル用のミサイル・ランチャーを装備したドロイド。金色のボディの細長いドロイド。
アサシン・ドロイド
極めて遠距離から敵を狙撃できるドロイド。説明書には偵察ドロイドを使用することができると書いてあるが、実際は持っていない。
エンジニア・ドロイド
救急ドロイド等を修理することができるフュージョン・カッターを持っている。補給キットを所有しているので、体力を切らさず戦うことができる。
マグナガード
グリーヴァス将軍等、連合軍の重要人物を守る役目を持っているのが、このマグナガード。映画とは違い、こちらは中・遠距離攻撃に長けた武器を装備している。また、高い殺傷力を持つポイズン・ガスで周囲の敵を麻痺（正確には体力を減らす）させることができる。
ドロイディカ
車輪型から攻撃型に変形（○ボタン）し、シールド機能も持つドロイド。車輪形態では転がりながら高速移動が可能。攻撃形態では高出力連射ブラスターで複数の敵を瞬く間に一掃することができ、でサブ武器のシールドエミッタで一定時間敵からの攻撃を防ぐことも出来る。ジェダイのライトセーバーの攻撃も防御できるので敵に回すとかなり厄介。ただビークルやターレットに乗り込むことはできない。
パイロット・ドロイド
宇宙専用ドロイド。搭乗している飛行ユニットの体力を徐々に回復することが出来る。にフュージョンカッター等使用可能。
マリン・ドロイド
パイロット・ドロイド同様、宇宙専用のドロイドだが、こちらは攻め込んできた敵を撃退する方に向いている。そのため、ロケット・ランチャーを装備している。

### 反乱軍
ルーク・スカイウォーカー
反乱軍に身を置き戦う若きジェダイの騎士。皇帝すら凌ぐとダース・ベイダーに言わしめるほどの潜在能力を秘める。ホスやデス・スター等に参戦。
レイア・オーガナ
反乱軍の中心人物。女性ながらにブラスターの扱いなどにも長ける。タンティブIVやナブー等に登場。
ハン・ソロ
密輸業者にして早撃ちの達人。DL-44ブラスターを常に携帯している。エンジニア系ユニット同様、フュージョン・カッターを使用できる。モス・アイズリーやエンドア等に登場。
チューバッカ
ボウキャスターを使い戦うウーキー族の戦士。ハン・ソロの相棒で、戦闘機の操縦や修理を得意とする。キャッシーク等に登場。
反乱軍兵士
連射の効くブラスター・ライフルを装備した反乱軍の主力歩兵。あらゆる場面で活躍する。緑色の服を着ている。
反乱軍バンガード
対ビークル用のロケットランチャーを装備した兵士。白い制服を着ている。
反乱軍パイロット
宇宙で自分の乗っているビークルのHPを自動回復できる兵士。オレンジ色の制服を着ている。
反乱軍マークスマン
遠距離から狙撃できるスナイパー・ライフルを装備した兵士。
反乱軍密輸業者
修理の出来るサブ武器を携帯した兵士。茶色の服を着ている。
ウーキー（戦士）
ボウキャスターを装備した毛むくじゃらの種族。動きは遅いが高い耐久力の持ち主。ボウキャスターはスナイパーライフルと同様に2段階に拡大でき、攻撃ボタンを押し続けることでチャージし、威力を上げることができる。
ボサン・スパイ
有能なスパイとして名を馳せるボサン人。ステルスで一定時間姿を消して（索敵されないが攻撃は当たる。さらに、ステルスで消えているところをよくよく見ると、体があるところから見える景色は少々歪んでいる。）の奇襲攻撃が得意。また、周囲の味方の耐久力を回復させる能力を持っている。

### 帝国軍
皇帝（ダース・シディアス）
銀河帝国の頂点に立つシスの暗黒卿。デス・スターに登場。
ダース・ベイダー
ダース・シディアスの右腕として猛威を振るうシスの暗黒卿。ホスやタンティブIVに登場。
アナキン・スカイウォーカー
共和国を裏切り、ダークサイドに転向したジェダイの騎士。後のダース・ベイダー。ムスタファーやジェダイ聖堂にて登場。
ボバ・フェット
「銀河最強の賞金稼ぎ」と言われたジャンゴ・フェットの完全なクローンで賞金稼ぎ。キャッシークやカミーノに登場。
ストームトルーパー
連射の効くブラスター・ライフルを装備した帝国軍の主力兵士。白い装甲服を身につけている。
ショック・トルーパー
強力なミサイル・ランチャーや地雷を装備した兵士。白い装甲服を身に着けている。
帝国軍エンジニア
兵器の修理を行うサブ武器を携帯した兵士。黒い服を着ている。
帝国軍将校
グレネードランチャーとソニックブラスターで武装した、帝国軍の指揮官。偵察ドロイドで安全な位置から威力偵察を仕掛けたり、レイジというパフで自分と周囲のユニットの攻撃力を上げられる。帝国軍のユニットで、唯一素顔を見せているユニット。深緑色の服を着ている。
スカウト・トルーパー
スナイパー・ライフルを装備した兵士。偵察ドロイドを使い、帝国艦隊から地上への砲撃を要請できる。
ダーク・トルーパー
ブースターパックで空中高く飛べる（円弧を描く様に飛ぶため、共和国のジェット・トルーパー程の浮遊力は無い）兵士。チャージ可能な電磁武器アーク・キャスターを装備している。灰色の装甲服を着ている。因みにスター・ウォーズの設定ではダーク・トルーパーはドロイド兵士である。
帝国軍パイロット
フュージョン・カッターを装備している。乗っている戦闘機のHPを自動回復させる能力を持っている。黒い服を着ている。
帝国軍海兵
ロケット・ランチャーを装備し、スター・デストロイヤーに乗り込んできた反乱軍を撃退するための兵士。白い装甲服を身に着けている。

## 命令機能
前作に引き続き、味方の兵士に命令を出すことが可能。
突撃命令
すべての命令を解除し味方をフリーにする命令。
追従命令
味方を4人までついて来させることができる。負けそうな時に味方数人を集め自決する際にもよく使用される。

## マップ
- コルサント
- ダゴバ
- エンドア
- フェルーシア
- ジオノーシス
- ウータパウ
- ホス
- キャッシーク
- ジャバの宮殿
- マイギートー
- ポリス・マサ
- ヤヴィン
- デス・スター
- ムスタファー
- ナブー
- モス・アイズリー

## 声の出演
- アナキン・スカイウォーカー：マット・ルーカス
- オビ＝ワン・ケノービ：ジェームズ・アーノルド・テイラー
- ヨーダ：トム・ケイン
- メイス・ウィンドゥ：T.C.カーソン
- キ＝アディ＝ムンディ：コーリー・バートン
- アイラ・セキュラ：レイチェル・レーンスター
- ルーク・スカイウォーカー：ボブ・バーゲン
- レイア・オーガナ：ジョイス・カーツ
- ハン・ソロ：レックス・ラング
- ベン・ケノービ：スティーブ・スタントン
- 皇帝（ダース・シディアス）：ニック・ジェイムソン
- ダース・ベイダー：スコット・ローレンス
- ドゥークー伯爵（ダース・ティラナス）：コーリー・バートン
- ダース・モール：スティーブ・スタントン
- グリーバス将軍：マシュー・ウッド
- ジャンゴ・フェット/ボバ・フェット/クローントルーパー/ストームトルーパー：テムエラ・モリソン